# Sematophyllum socotrense
Sematophyllum socotrense är en bladmossart som beskrevs av W. R. Buck, Kürschner och Mies 1995. Sematophyllum socotrense ingår i släktet Sematophyllum och familjen Sematophyllaceae. Inga underarter finns listade i Catalogue of Life.